# Woede en Tijd
Woede en tijd is een boek van de Duitse filosoof Peter Sloterdijk. Het is de Nederlandse vertaling van het Duitse origineel Zorn und Zeit. Politisch-psychologischer Versuch. Naar eigen zeggen sluit Sloterdijk met dit boek aan bij de filosofen Friedrich Nietzsche, Alexander Kojève, Leo Strauss, Francis Fukuyama, Heiner Mühlmann en Gunnar Heinsohn.
Peter Sloterdijk onderzoekt woede als een bepalende factor in het verloop van de geschiedenis. Vanuit het antieke concept thymos beschrijft hij hoe het christendom de basis heeft gelegd voor een woedekapitaal. Sinds de dood van God is de toorn niet meer bovenmenselijk, maar geregisseerd in functie van de vooruitgang. Sloterdijk maakt de analogie van het kapitalisme met het systeem van schuld en verdienste ten opzichte van de vadergod, dat door de monotheïstische religie is ingevoerd. Vervolgens illustreert hij hoe het communisme de woede heeft ingezet voor zijn politiek project. Tot slot toont hij hoe de huidige westerse wereld de woede is versplinterd waardoor het lijkt alsof enkel nog onmiddellijke behoeftebevrediging (eros) van tel is.

## Inhoud
- Inleiding
- 1. Woedetransacties in het algemeen
- 2. De toornige God. Op weg naar de uitvinding van de metafysische wraakbank
- 3. De thymotische revolutie. Over de communistische wereldwoedebank
- 4. Woedeversplintering in de tijd van het midden